# 鲁多尔施塔特
鲁多尔施塔特（德語：Rudolstadt，發音：[ˈʁuːdɔlˌʃtat] ⓘ）是德国图林根州萨尔费尔德-鲁多尔施塔特县的城市，曾是鲁多尔施塔特县的县治，面积135.18平方千米，2023年12月31日人口为24,767人。2019年1月1日，市镇雷姆达-泰谢尔并入鲁多尔施塔特。